# Astylosternus nganhanus
Astylosternus nganhanus là một loài ếch trong họ Astylosternidae.
Nó là loài đặc hữu của Cameroon.
Môi trường sống tự nhiên của nó là các khu rừng vùng núi ẩm nhiệt đới hoặc cận nhiệt đới, đồng cỏ nhiệt đới hoặc cận nhiệt đới vùng đất cao, sông, và rừng thoái hóa nghiêm trọng.
Nó bị đe dọa do mất môi trường sống.